# Kojetín, Havlíčkův Brod
Kojetín là một làng thuộc huyện Havlíčkův Brod, vùng Vysočina, Cộng hòa Séc.